# Подлубовский сельсовет (Кармаскалинский район)
Подлубовский сельсовет — муниципальное образование в Кармаскалинском районе Башкортостана.
Административный центр — село Подлубово.

## История
Согласно «Закону о границах, статусе и административных центрах муниципальных образований в Республике Башкортостан» имеет статус сельского поселения.
В нынешнем составе существует с ноября 2008 г., когда в его состав вошли села Бекетово, Суук-Чишма, деревни Вязовка, Ракитовка, Сарсаз бывшего Бекетовского сельсовета.

## Население
| 2002  | 2009  | 2010  | 2012  | 2013  | 2014  | 2015  |
| ----- | ----- | ----- | ----- | ----- | ----- | ----- |
| 3465  | ↘2995 | ↘2972 | ↗2975 | →2975 | ↘2936 | ↗2962 |
| 2016  | 2017  | 2018  |       |       |       |       |
| ↗2989 | ↗2992 | ↘2979 |       |       |       |       |

## Состав сельского поселения
| №  | Населённый пункт | Тип населённого пункта       | Население |
| -- | ---------------- | ---------------------------- | --------- |
| 1  | Подлубово        | село, административный центр | ↗905      |
| 2  | Бекетово         | село                         | ↗633      |
| 3  | Суук-Чишма       | село                         | ↘591      |
| 4  | Орловка          | деревня                      | ↗378      |
| 5  | Булякай          | деревня                      | ↗129      |
| 6  | Ляхово           | деревня                      | ↘94       |
| 7  | Сарсаз           | деревня                      | ↘90       |
| 8  | Якты-Куль        | деревня                      | ↘89       |
| 9  | Вязовка          | деревня                      | ↗53       |
| 10 | Ракитовка        | деревня                      | ↘10       |

## Достопримечательности
- Голубое озеро — небольшое озеро (400 м²) возле села Подлубово, вода которого светло-синего цвета, из-за содержания ряда полезных для человека микроэлементов. Озеро признано памятником природы республиканского значения.
- Чувашский историко-культурный центр — филиал ГУ «Дом дружбы народов Республики Башкортостан»[15][16].

## Известные уроженцы
- Белов, Василий Михайлович (5 января 1925 — 15 апреля 1993) — участник Великой Отечественной войны, красноармеец, телефонист стрелкового батальона 11-й мотострелковой бригады 10-го танкового корпуса 40-й армии Воронежского фронта, Герой Советского Союза.
- Полунин, Иван Александрович (25 августа 1912 — 2 июня 1990) — участник Великой Отечественной войны, помощник командира взвода 8-й стрелковой роты 1336-го стрелкового полка 319-й стрелковой дивизии 43-й армии 3-го Белорусского фронта, старший сержант, Герой Советского Союза[17].